# Draytek
DrayTek är en taiwanesisk routertillverkare som startades 1997 med huvudkontor i Hsin-Shu söder om Taipei.
DrayTeks routrar bygger på deras eget utvecklade operativsystem, DrayOS. Detta operativsystem är litet och kompakt vilket ger routern många funktioner fast den inte har speciellt mycket minne. DrayOS är också mycket enkelt för DrayTek att lägga till fler funktioner eftersom behovet uppstår. Exempel på funktioner som har lagts till i DrayOS sedan det skapades: stöd för 3G-modem, filserver stöd, skrivarstöd, CSM m.m.
Man tillverkar idag routrar med WAN-portar som har Ethernet eller ADSL-modem. Så gott som alla routrar finns i en eller flera modeller inom samma serie med funktionalitet för WIFI (802.11g eller 802.11n) och VoIP (analog och/eller ISDN).

## 3G uppkoppling
DrayTek var en av de första tillverkarna som började lägga till 3G USB-modem stöd i sina routrar när HSPA började dyka upp på den svenska marknaden 2007. DrayTek tillverkar ingen speciell router för 3G utan lägga till funktionen till sina befintliga routrar som har USB-stöd.
Vigor 2910 var den första routern som fick detta stöd med en enkel programuppdatering i maj 2007 vilket gjorde att USB-portens 3G anslutning kunde användas som WAN 2 och därmed lastbalanserar mellan WAN 1 och WAN 2. Sedan dess har även Vigor 2800, Vigor 2820 och VigorPro 5510 fått stöd för 3G USB-modem.